# لاسلطوية نسوية

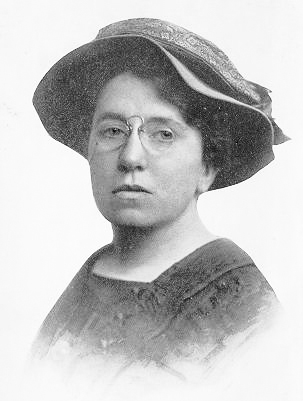

لاسلطوية نسوية، تُعرف أيضًا باسم أناركية نسوية، وهي شكل من أشكال الحركة النسوية تجمع بين الأناركية والنسوية. تنظر الأناركية النسوية عمومًا إلى النظام الأبوي وإلى الأدوار التقليدية للجنسين بصفتها مظهرًا من مظاهر التسلسل الهرمي القسري الإلزامي الذي ينبغي أن تحل مكانه حرية تكوين الجماعات اللامركزية. تعتقد الأناركية النسوية أن الكفاح ضد النظام الأبوي هو جزء أساسي من الصراع الطبقي ومن النضال الأناركي ضد الدولة وضد الرأسمالية. وباختصار، ترى الفلسفة الأناركية النسوية بأن النضال الأناركي عنصر ضروري في الصراع النسوي والعكس صحيح. تدعي إل. سوزان براون أنه «بما أن الأناركية هي فلسفة سياسية تعارض جميع علاقات القوة، فإنها بطبيعتها تمثل فلسفة نسوية». وعلى النقيض من الاعتقاد السائد وخلافًا للارتباط المعاصر بالنسوية الراديكالية، فإن الأناركية النسوية ليست نظرة متشددة بطبيعتها. تُوصف الأناركية النسوية بأنها فلسفة معادية للسلطوية، معادية للرأسمالية، مناهضة للاضطهاد، وتهدف إلى إيجاد «أرضية متساوية» بين جميع الأطياف الجندرية. تقترح الأناركية النسوية الحرية الاجتماعية للمرأة، وترى تحررها واستقلالها عن أي جماعات أو أطراف آخرى.

## البدايات
عارض ميخائيل باكونين النظام الأبوي والطريقة التي «أخضع بها القانون المرأة لهيمنة الرجل المطلقة». وقال إن «المساواة في الحقوق ينبغي أن يتمتع بها كل من الرجال والنساء» حتى تتمكن المرأة من «أن تصبح مستقلة، حرة في شق طريقها الخاص في الحياة». تنبأ باكونين بنهاية «الأسرة القانونية الاستبدادية» و ببدء عهد «الحرية الجنسية الكاملة للمرأة». من ناحية أخرى، رأى «بيير جوزيف برودون» أن الأسرة هي الوحدة الأساسية للمجتمع وأساس أخلاقياته، ويعتقد أن المرأة تتحمل مسؤولية أداء دور تقليدي داخل الأسرة.
منذ ستينيات القرن التاسع عشر، اقترن النقد الراديكالي الأناركي للرأسمالية وللدولة بنقد النظام الأبوي. وبناءً على ذلك، تنطلق نسويات الأناركية من مبدأ أن المجتمع الحديث يسيطر عليه الرجال. تعد السمات والقيم السلطوية -الهيمنة والاستغلال والعدوان والمبارزة - جزءًا لا يتجزأ من الثقافات الهرمية وينظر إليها على أنها «سمات ذكورية». وعلى النقيض من ذلك، تعتبر السمات والقيم غير السلطوية -التعاون والمشاركة والرحمة والمرعاة- «سمات أنثوية» ذات قيمة قليلة. وبناءً على ذلك، ناصرت نسويات الأناركية قضية إنشاء مجتمع أناركي لا سلطوي. تشير نسويات الأناركية إلى عملية إنشاء مجتمع يقوم على التعاون والتشارك والمساعدة المتبادلة بوصفها عملية «تأنيث للمجتمع».
بدأت الأناركية النسوية في أواخر القرن التاسع عشر وأوائل القرن العشرين، مع مؤلفين ومنظرين نسويات مثل إيما غولدمان وفولتارين دو كلير ولوسي بارسونز. تأسست في الحرب الأهلية الإسبانية، منظمة أناركية نسوية تُدعي بموخيريس ليبريس (بالعربية: المرأة الحرة)، والمرتبطة بالاتحاد الأيبيري اللاسلطوي، للدفاع عن الأفكار الأناركية والنسوية. رأت الباحثة فيديريكا مونتسيني، وهي نسوية شتيرنرية نيتشوية، بأن «تحرير المرأة من شأنه أن يؤدي إلى تحقيق الثورة الاجتماعية على نحو أسرع»، وأن «الثورة ضد التحيز الجنسي يجب أن تأتي من المرأة المستقبلية المقاتلة المثقفة». وفقًا لمفهوم فيديريكا مونتسيني النيتشوي، فإنه من الممكن للنساء «إدراك الحاجة إلى إعادة النظر في أدوارهن الخاصة من خلال الفن والأدب». وفي الصين، جادلت النسوية الأناركية «هي تشان» بأنه لا يمكن تحرير المجتمع دون تحرير المرأة.

### فرجينيا بولتين وصحيفة صوت المراة
في الأرجنتين، تتحمل فيرجينيا بولتن المسؤولية عن نشر صحيفة «صوت المرأة»، التي نُشرت نحو تسع مرات في مدينة «روساريو» بين 8 يناير 1896 و 1 يناير 1897، ثم أُعيد نشاطها لفترة وجيزة في عام 1901. وبحسب ما وُرد، نُشرت صحيفة مماثلة تحمل نفس الاسم في وقت لاحق من مدينة مونتفيدو، عاصمة أوروغواي، وهو ما يشير إلى أنه قد تكون بولتن هي أيضًا من أسستها وقامت بتحرّيرها بعد ترحيلها من الأرجنتين. وصفت جريدة صوت المرأة نفسها بأنها «مُكرسة للنهوض باللاسلطوية الشيوعية». وكان موضوعها الرئيس هو الطبائع المتعددة لاضطهاد المرأة. وقد أكدت مقالة افتتاحية على ما يلي: «إننا نعتقد أنه في المجتمع الحالي، لا شيء، ولا أحد لديه وضع أكثر بؤسًا وتعاسة من النساء». صرحت الصحيفة بأن المرأة تعرضت لاضطهاد مضاعف من جانب كل من المجتمع البرجوازي والرجال. ويمكن معرفة معتقدات الصحيفة وآرائها من خلال هجومها على الزواج وعلى سلطة الرجل على المرأة. ولقد طورت المُساهِمات في الصحيفة -مثلهن في ذلك مثل النسويات الأناركيات في أماكن أخرى- مفهومًا للاضطهاد يركز على الجندر. واعتبرن الزواج مؤسسة برجوازية تقيد حرية المرأة، بما في ذلك حريتها الجنسية. فالزيجات التي تُعقد بدون حب، والزيجات التي يستمر الإخلاص فيها من خلال الخوف بدلا من الرغبة، والزيجات التي تُضطهد النساء فيها من قبل رجال يكرهونهن، يُنظر إليها جميعا على أنها عرض من أعراض الإكراه الذي ينطوي عليه عقد الزواج. وقد كان هذا الاستلاب لإرادة الفرد الحرة هو ما استنكرته نسويات الأناركية؛ فسعين إلى علاجه، في البداية من خلال الحب الحر، وبعد ذلك على نحو أكثر شمولًا من خلال الثورة الاجتماعية.